# Steinkiste von Skytten

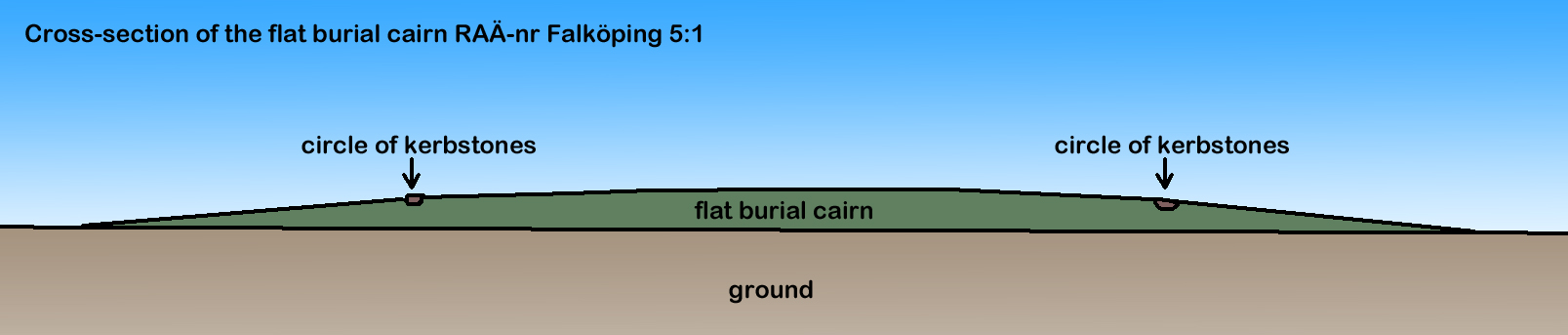
Schema Grabhügel Falköping 5:1

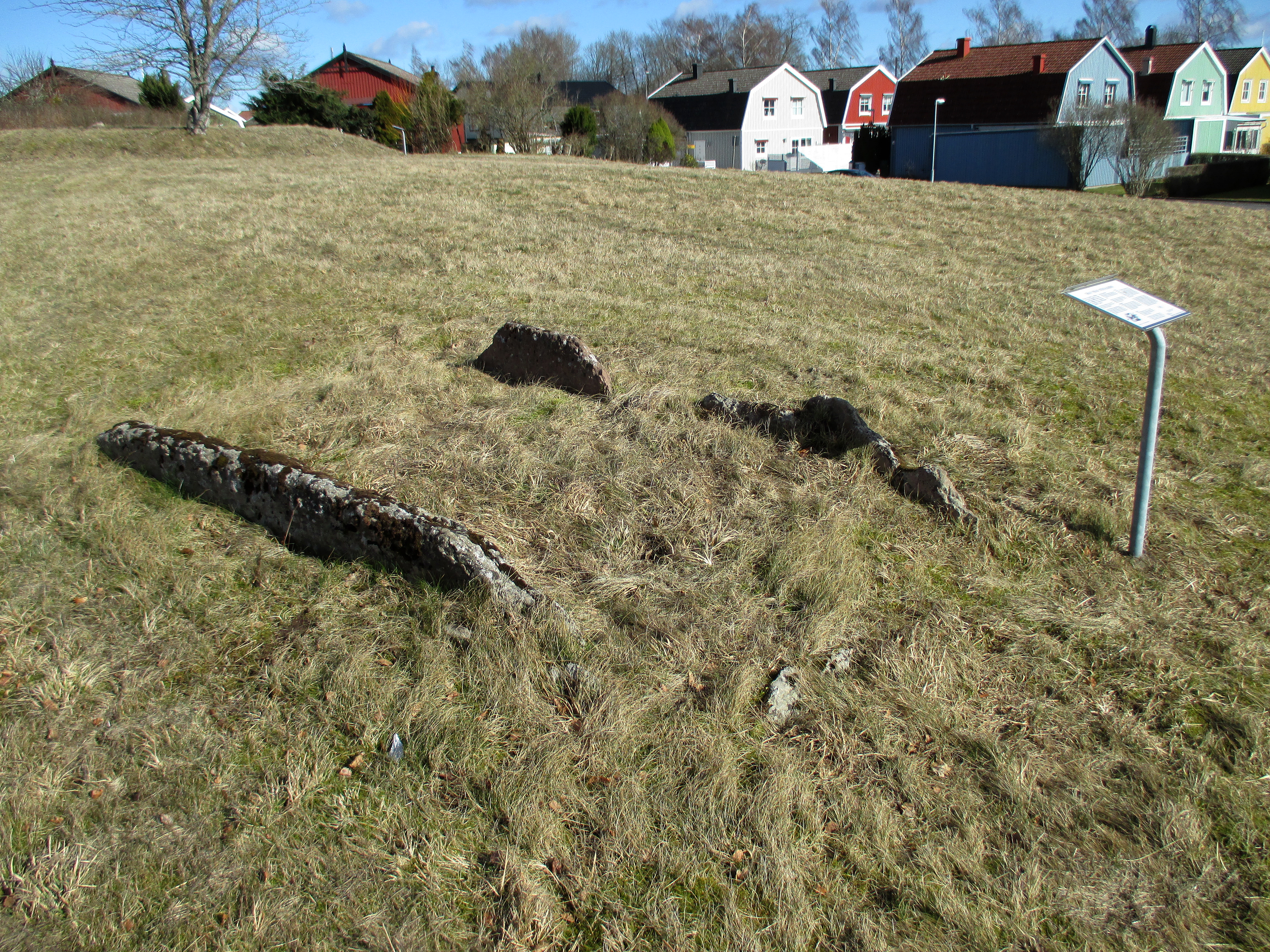
Steinkiste von Skytten im Hintergrund der flache Grabhügel 5:1

Die Steinkiste von Skytten in Falköping in der Provinz Västra Götalands län in Schweden liegt auf einer Wiese in einem Wohngebiet an der Högstenagatan in einem Rundhügel von 18–20 m Durchmesser und 0,5–0,6 m Höhe, dessen Oberfläche mit Steinen von 0,2–0,4 m Durchmesser bedeckt ist.
Erkennbar ist ein konzentrischer Steinkreis von etwa 13,0 m Durchmesser. Im mittleren Teil bilden Tragsteine mit einer sichtbaren Höhe von 0,5–0,7 m eine ausgegrabene und restaurierte Steinkiste (schwedisch Hällkistan) von etwa 5,8 × 2,3 m Außenabmessung, die in zwei Abteilungen aufgeteilt ist. Der größere Teil im Nordosten misst innen etwa 3,9 × 1,7–2,0 m. Der kleinere Teil im Südwesten misst innen etwa 1,3 × 1,2–1,3 m. Die Längsseiten werden durch drei bzw. fünf Kalksteinplatten gebildet. Alle Decksteine fehlen.
Im Jahre 1973 erfolgte eine Ausgrabung, bei der unter anderem die Skelette von etwa 30 Personen gefunden wurden. Die anderen in die Endsteinzeit (C14-Analyse: 1915–1460 v. Chr.) datierten Funde bestanden u. a. aus sechs Bernsteinperlen, einem Feuersteindolch, einer Knochenflöte und zerscherbter Keramik.
In unmittelbarer Nähe, etwa 30 m nordöstlich, liegt der Grabhügel Falköping 5:1.